# Wentworth Mansion
The Wentworth Mansion es un hotel en Charleston, Carolina del Sur.
Fue construido en 1886 como hogar para el comerciante de algodón Francis Silas Rodgers y su familia.
Es de estilo Segundo Imperio.
Fue comprada en 1920 por $ 100,000 por la Asociación de la Catedral del Rito Escocés de Charleston, una organización masónicaF. En 1922 construyó un auditorio en la propiedad, conectado por un corredor a la mansión, que podía albergar a los 600 miembros de la organización; el auditorio fue retirado tiempo después.
Es una propiedad que contribuye en el distrito histórico de Charleston.
Fue incluido como miembro de Historic Hotels of America por el National Trust for Historic Preservation desde 2003.